# Campulipus clavus
Campulipus clavus är en skalbaggsart som beskrevs av Hermann Rudolph Schaum 1844. Campulipus clavus ingår i släktet Campulipus och familjen Cetoniidae. Inga underarter finns listade.